# Terpentinöl

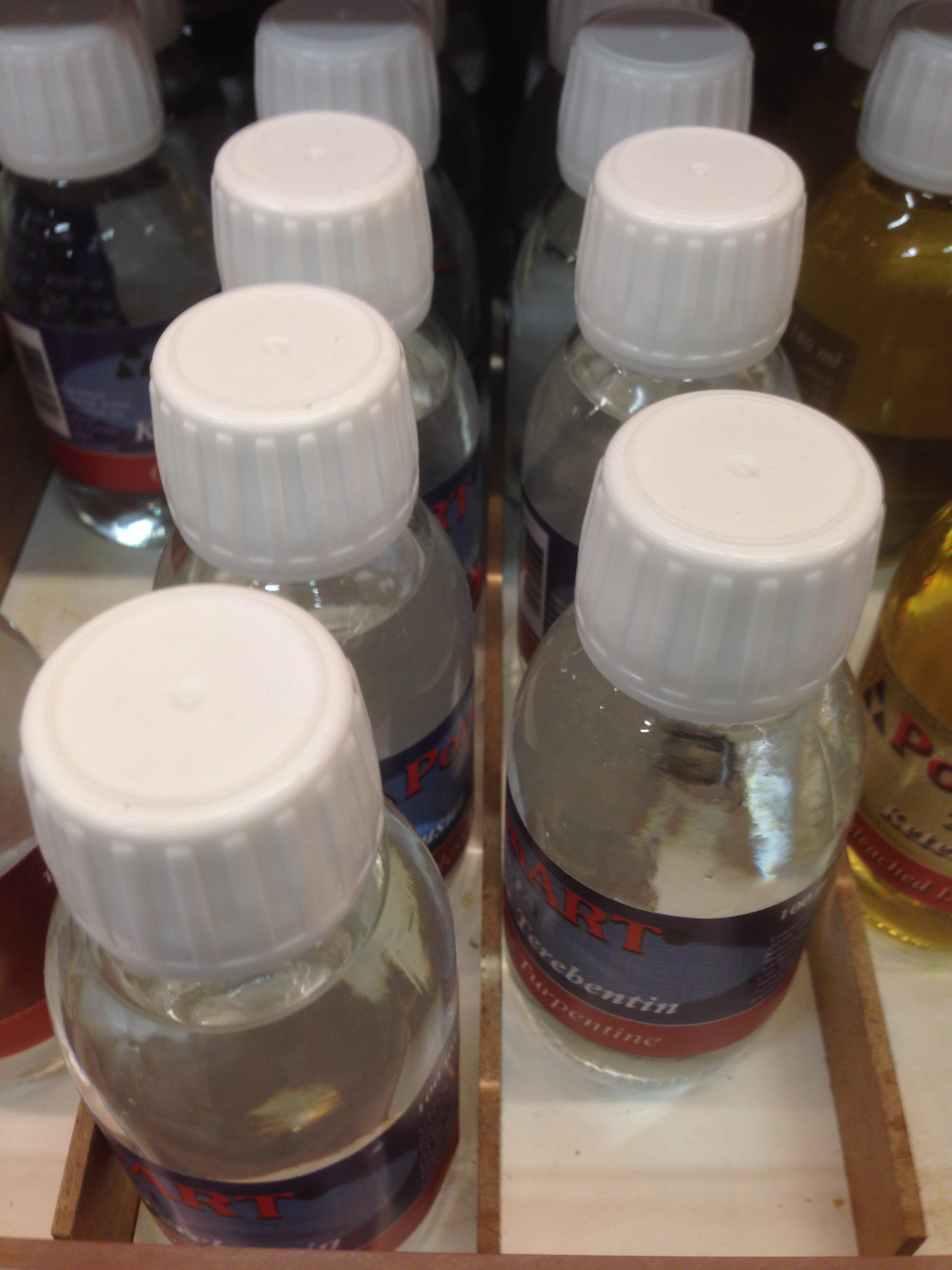
Fläschchen mit Terpentinöl

Terpentinöl (auch als Balsamterpentinöl, echtes Terpentinöl, Kienöl oder stark veraltet Terpentingeist bezeichnet, lateinisch Oleum terebinthinae bzw. Terebinthinae aetheroleum rectificatum), umgangssprachlich häufig auch einfach Terpentin (lateinisch Terebinthina), wird durch Destillation aus dem Terpentin (Balsam) vor allem von Kiefern (Pinus spp.) und Lärchen (Larix) gewonnen, aber auch aus Tannen (Abies), Fichten (Picea), Douglasien (Pseudotsuga), Zedern (Cedrus), Araukarien, Kauri-Bäumen (Agathis) oder Sandarak.
Nach dem völligen Austreiben von Terpentinöl und Wasser aus dem Balsam durch Destillation hinterbleibt Kolophonium. Das im Destillat enthaltene Öl wird nach erfolgter Schichtentrennung von dem Wasser abgelassen und zur Entfernung mitgerissener Farbstoffe, Harze und Säuren (Ameisensäure) nochmals mit Wasser und etwas Kalk destilliert. Terpentinöl ist gesundheitsschädlich und umweltgefährdend.
Terpentinöl wird beispielsweise als Verdünner und Lösungsmittel für Anstrichmittel (Farbe) eingesetzt.
Als preiswertere Alternative wird heute häufig Testbenzin verwendet, im Handel auch als Terpentinersatz bezeichnet.

## Eigenschaften
Terpentinöl erscheint als eine farblose, leichte und leichtflüchtige, stark riechende und brennend schmeckende Flüssigkeit, die mit rußender Flamme brennt und in Ether, Chloroform, Schwefelkohlenstoff, Petrolether und 5–10 Teilen 90-prozentigen Alkohols, jedoch nicht in Wasser löslich ist.
Die Dichte beträgt 0,86 g·cm−3, der Schmelzpunkt liegt bei −55 °C, die Siedetemperatur liegt bei 153–175 °C, der Flammpunkt liegt bei 35 °C.
Die Terpentinöle bestehen aus Gemischen isomerer Terpene α-Pinen (70 % Anteil und höher) und β-Pinen (bis 30 %). Einige Qualitäten enthalten noch 10 bis 20 % 3-Caren. In kleinen Mengen sind auch Camphen, Limonen und andere Terpene enthalten.

(+)-α-Pinen
(+)-β-Pinen
(+)-3-Caren

Die Terpene verdunsten in flachen Gefäßen an der Luft nur teilweise und hinterlassen einen durch Sauerstoffaufnahme veränderten Rest (Dicköl der Porzellanmaler), der schließlich zu einem harten durchsichtigen Firnis eintrocknet (verharzt). Auf dieser Eigenschaft beruht die Verwendung des Terpentinöls als Bindemittel für Farben.

## Verwendung
Terpentinöl löst die meisten Harze, auch Kautschuk, Schwefel und Phosphor, mischt sich mit ätherischen und fetten Ölen und Firnis und wird daher vielfach in der Technik, besonders zur Herstellung von Lacken, zum Verdünnen von Ölfarben und zum Verfälschen ätherischer Öle benutzt. Weiter dient es zur Entfernung von Fettflecken und zum Bleichen von Stoffen, die Chlor nicht vertragen, wie beispielsweise Elfenbein. In hochwertiger Schuhcreme wird es ebenfalls verwendet.
1825 wurde durch einen Zufall die Reinigungswirkung von Terpentinöl entdeckt. Terpentinöl hat die Eigenschaft, alle fettigen Substanzen und Harze aufzulösen, dabei greift es die Farbe und Struktur der Faser nicht an. Nachteilig war der Geruch des verbliebenen Lösemittels in den Kleidern. Es wurde bis Mitte des 19. Jh. zur Chemischen Reinigung verwendet.
Als Verfälschungsmittel hat man besonders höher siedende Petroleumdestillate, Harz- und Kampferöle beobachtet, die sogar als selbständige Waren unter dem Namen künstliches oder Patent-Terpentinöl (Larixolin, Paintoil) im Handel erscheinen und für manche Zwecke verwendbar sind. Sie verringern aber wegen zu großer Flüchtigkeit die Haltbarkeit der Lackanstriche und haben den Nachteil des üblen Geruchs und der Feuergefährlichkeit. Zu ihrem Nachweis genügt die Bestimmung des spezifischen Gewichts, des Flammpunktes und besonders der Refraktion.
Die im Terpentinöl enthaltenen Terpene gelten als allergieauslösend bzw. -verstärkend. Als alternatives Lösungsmittel kann Testbenzin (= Terpentinersatz) oder Universalverdünnung verwendet werden.

## Herkunft

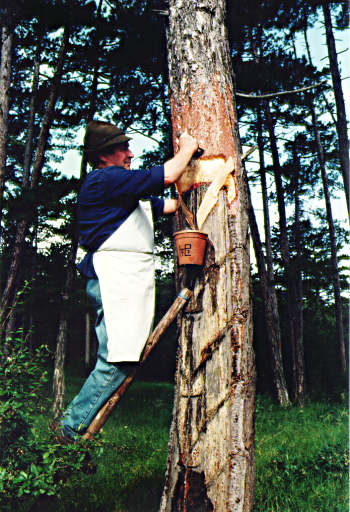
Vor allem aus Kiefern wird der Terpentin genannte Balsam gewonnen, aus dem Terpentinöl destilliert wird.

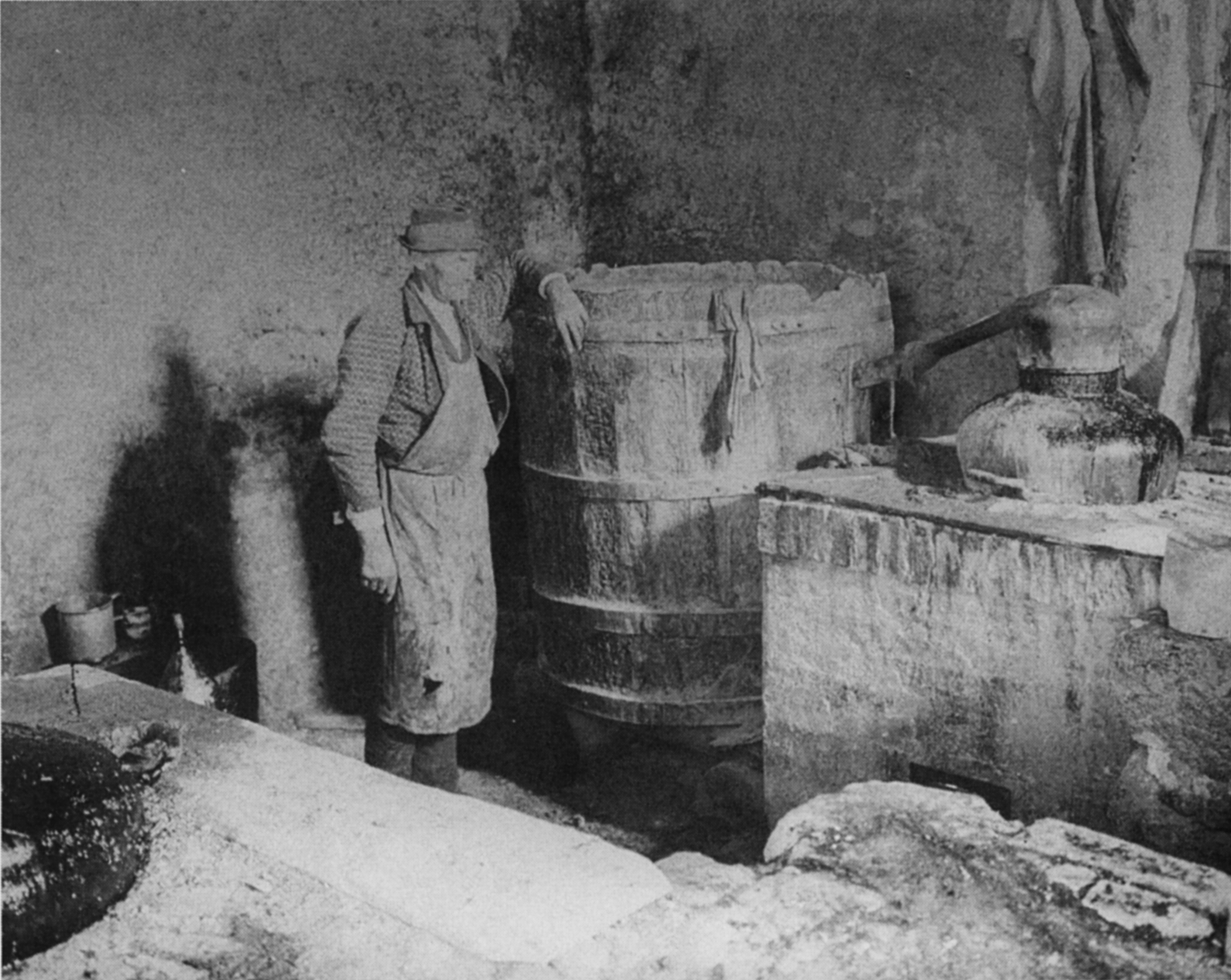
Terpentinöldestillation in der Steiermark, 1910

In Merck’s Warenlexikon, das bis 1922 erschien, wurden verschiedene Terpentinölqualitäten anhand der Herkunft unterschieden:
Außer dem französischen See-Kiefer- Pinus pinaster und amerikanischen Terpentinöl, aus der Weihrauch-Kiefer, Pinius tadea, bzw. aus Pinus elliottii, Pinus echinata sowie Gelb-Kiefer, Pinus ponderosa, ist das deutsche (russisch-polnische) Terpentinöl, das richtiger als Kienöl (lateinisch oleum pini, seu terebinthinae germanicum, französisch Essence de pin, englisch pine oil) bezeichnet wird, eine wichtige Handelsware. Es wird bei der Teerschwelerei aus dem Wurzelholz der Waldkiefer, Pinus sylvestris, gewonnen, zeigt eine gelbliche Farbe sowie ziemlich starken, unangenehmen Geruch und trocknet nicht so schnell wie amerikanisches oder französisches Terpentinöl. Es enthält Sylvestren, eine zu den Terpenen gehörende Kohlenwasserstoffverbindung aus C10H16, welches ebenfalls in schwedischem, finnischem und russischem Terpentinöl vorkommt. Das Kienöl ist daher zum Mischen mit Lacken nicht geeignet, für Ölfarben nur, wenn es sich um äußere Anstriche handelt, da sein Geruch zu unangenehm wirkt. Es kommt aus Polen und Österreich in den Handel.
Des Weiteren seien noch spanisches, griechisches, österreichisches, venezianisches und indisches Terpentinöl als besondere Sorten genannt. Das spanische Terpentinöl stimmt mit dem französischen überein. Das griechische Terpentinöl, aus dem Terpentin der Aleppo-Kiefer, Pinus halepensis, ist durch starke Rechtsdrehung ausgezeichnet (etwa +40°). Das österreichische (Neustädter) Terpentinöl stammt von der Schwarzkiefer, Pinus nigra, das venezianische von der Europäischen Lärche Larix decidua und das indische von  Pinus roxburghii Sarg. (Syn: Pinus longifolia Roxb.) und auch Pinus wallichiana A.B.Jacks., Pinus kesiya Royle ex Gordon. Im Gegensatz zu den übrigen Terpentinölsorten enthält das indische Terpentinöl nur wenig Pinen, dagegen mehrheitlich 3-Caren.

## Ähnliche Öle
Dem Terpentinöl verwandte Öle sind:
1. Templin- oder Edeltannenzapfenöl, das aus den Zapfen von Abies alba Mill. (Weißtanne) gewonnen wird (lat. oleum templinum, frz. essence de templinum, engl. templin oil). Als Herkunftsgebiete kommen vor allem die Schweiz und Thüringen in Betracht. Es hat eine Dichte von 0,851 bis 0,870 g/cm3  und eine Drehung von −60° bis −84° und besteht zum größten Teil aus (S)-Limonen.[15][12]

1. Latschenöl oder Krummholzkiefernöl, ist das aus den frischen Nadeln, Zweigspitzen und Ästen der Latschenkiefer oder Krummholzkiefer gewonnene Öl.
2. Fichtennadel- oder Kiefernnadelöl (Oleum pini silvestris)

Diese vier Öle werden vor allem in der Parfümherstellung und als Einreibungsmittel verwandt.